# Hagenturm
Der Hagenturm ist ein 40 Meter hoher Stahlfachwerkturm bei Merishausen auf dem Randen. Er wurde 1989 im Auftrag des Bundes in nur drei Wochen erbaut und ersetzte einen früheren, zu Vermessungszwecken erbauten Turm. Das Design stammt vom Schaffhauser Ingenieur Erwin Klaiber. Der Turm steht auf 908,5 Meter über Meer, 93 Meter südlich des höchsten Punktes des Kantons Schaffhausen, dem 912 m ü. M. hohen Hage.
Die Aussichtsplattform erreicht man über 225 Treppenstufen. Auf dieser befinden sich Sitzgelegenheiten und vier Panoramatafeln. Über den Baumwipfeln bietet sich eine Rundsicht vom Schwarzwald bis zu den Alpen.
Eine Besonderheiten des Hagenturms ist, dass er auf seiner Spitze ein Radom der Schweizer Armee trägt. Das Grundstück mitsamt Zugangsweg (2300 m2) gehört der Eidgenossenschaft.

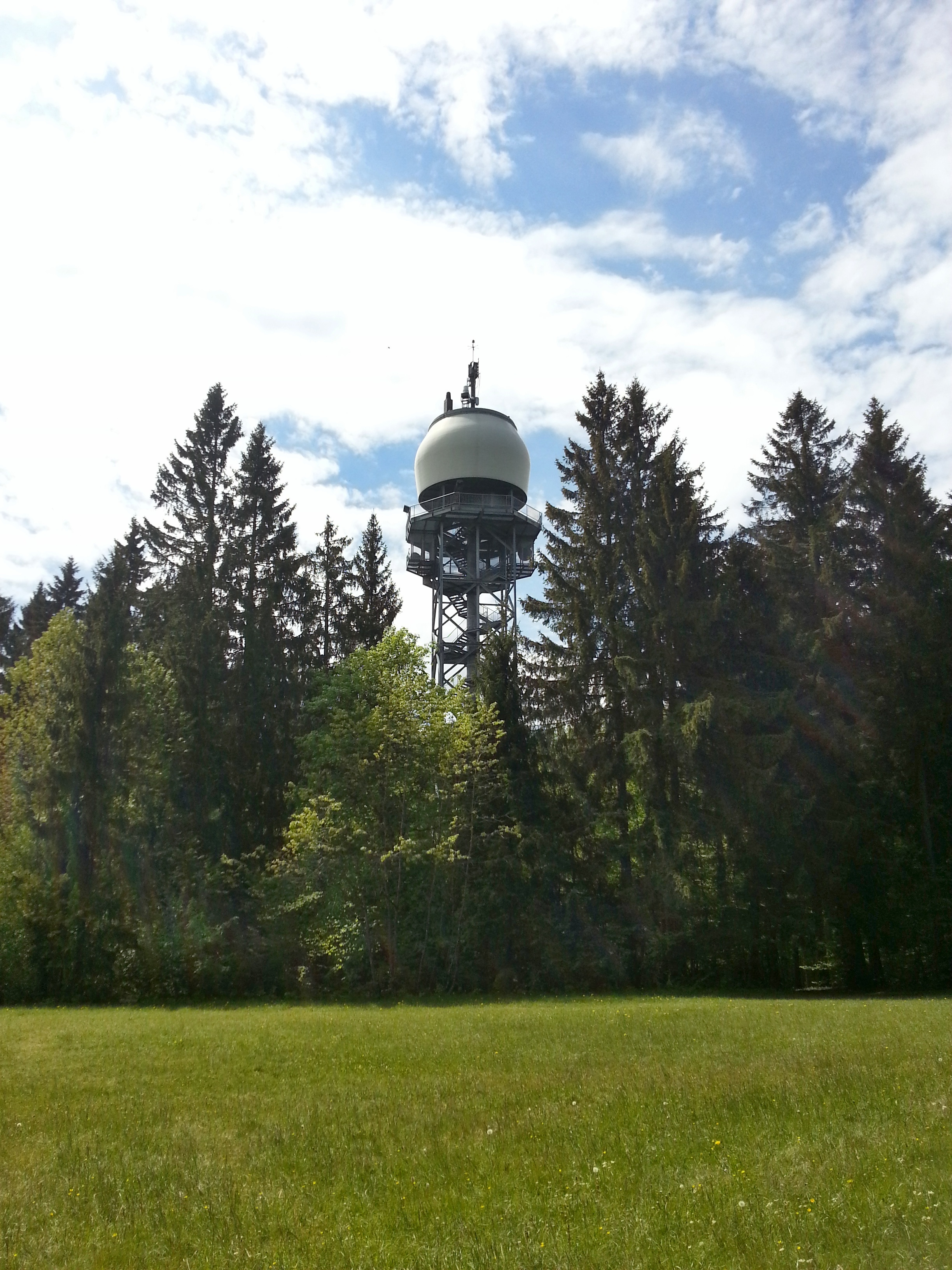
Hagenturm
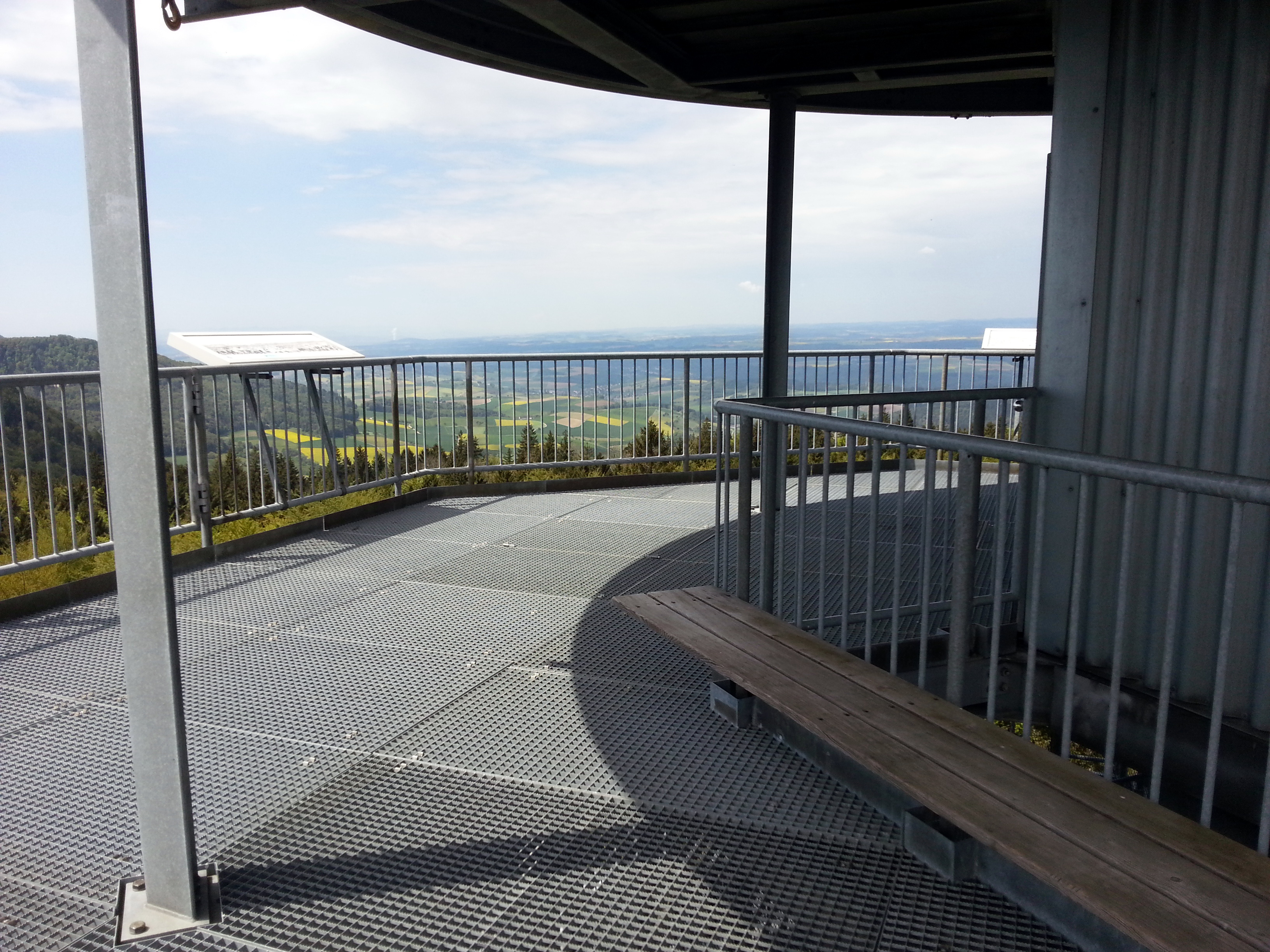
Plattform
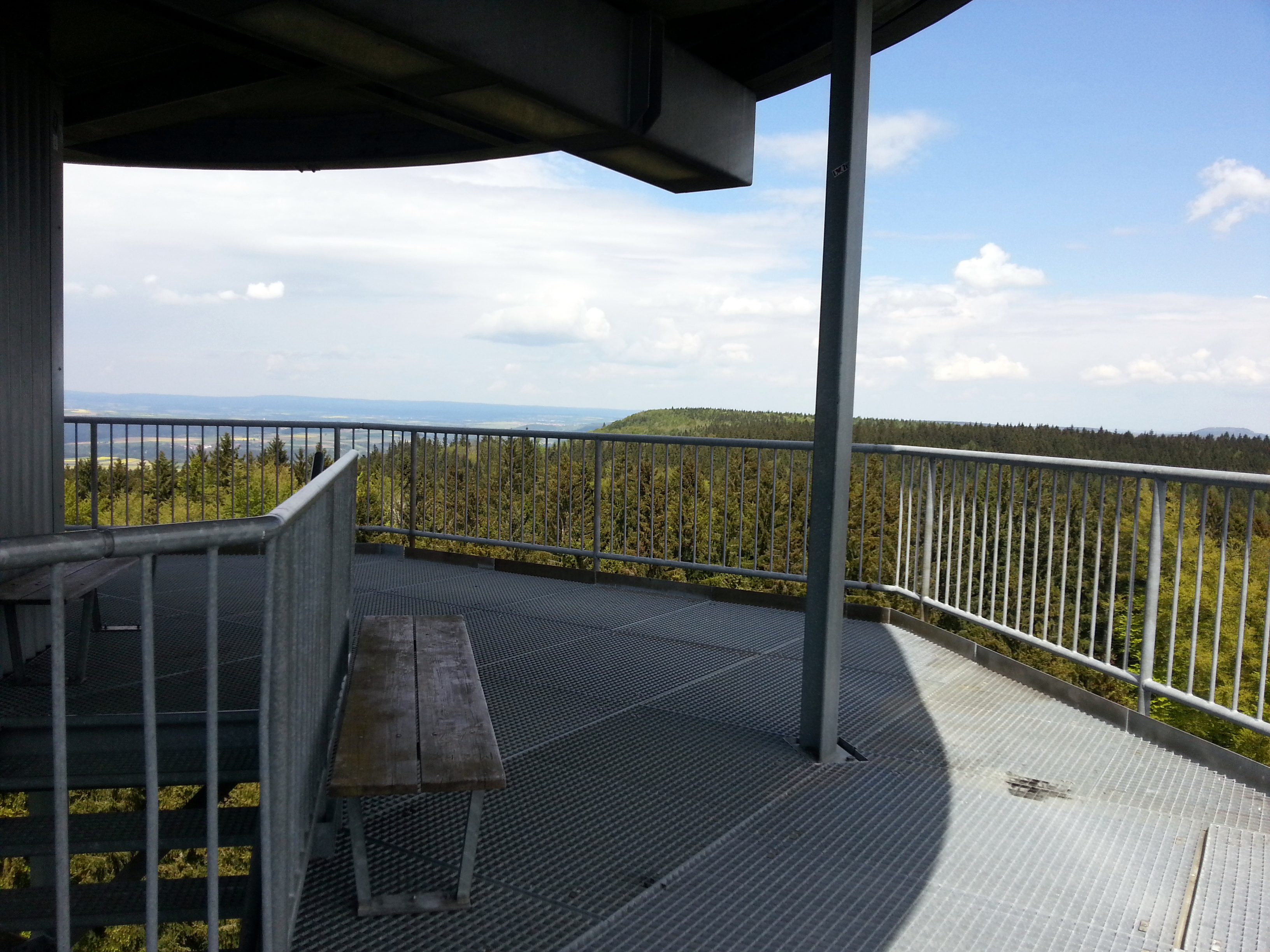
Plattform
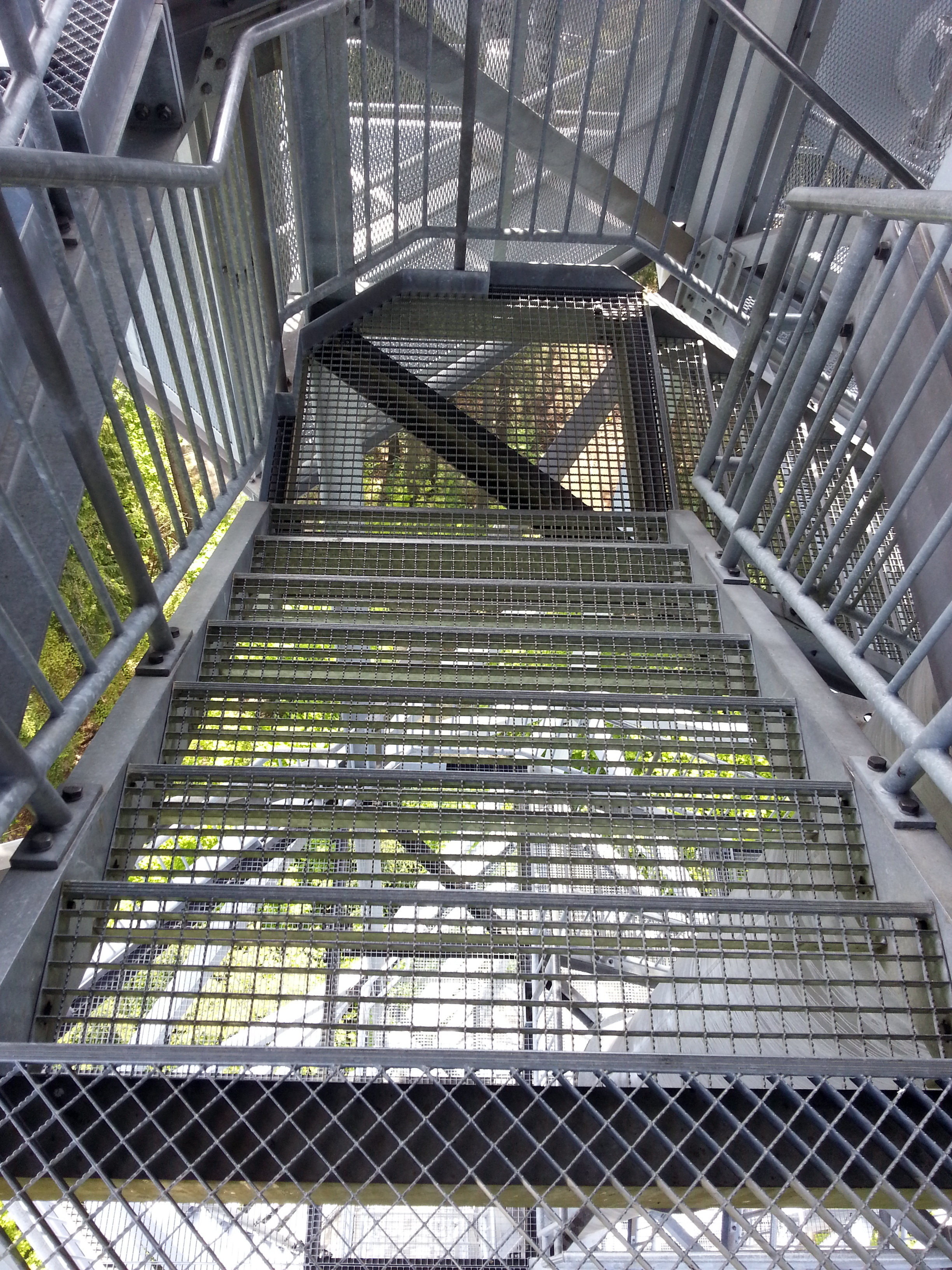
Treppe

## Geschichte
1903 wurde der alte Hagenturm errichtet. Er war 14 Meter hoch und bestand aus armiertem Beton. Ab 1949 wurde das Besteigen des Turms verboten. Aus diesem Grund wurde das unterste Leiterstück demontiert und im Zollamt Beggingen deponiert.

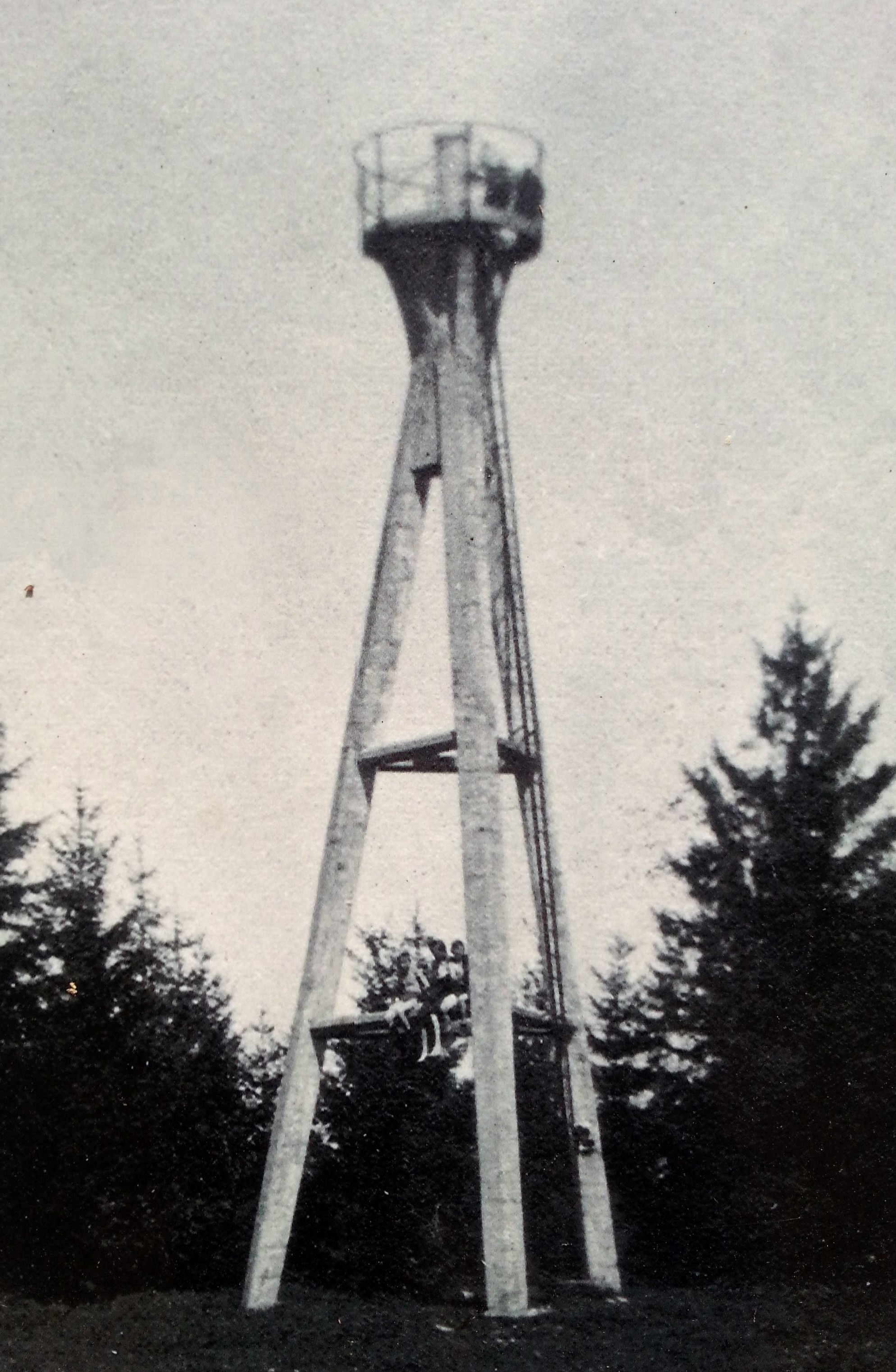
Alter Hagenturm